# Hugo Bueno
Hugo Bueno, né le 18 septembre 2002 à Vigo en Espagne, est un footballeur espagnol qui évolue au poste d'arrière gauche au Wolverhampton Wanderers.

## Biographie

### En club
Né à Vigo en Espagne, Hugo Bueno est formé par le CD Areosa avant de rejoindre l'Angleterre et Wolverhampton Wanderers en juillet 2019.
Bueno joue son premier match en professionnel le 15 octobre 2022, à l'occasion d'une rencontre de Premier League face à Nottingham Forest. Il entre en jeu à la place de Rayan Aït-Nouri et son équipe s'impose par un but à zéro,. Avec l'arrivée de Julen Lopetegui au poste d'entraîneur en cours de saison, le jeune latéral s'installe en équipe première, prenant une place de titulaire sur le côté gauche de la défense des Wolves.

### En sélection
Hugo Bueno compte une sélection avec l'équipe d'Espagne des moins de 18 ans, obtenue le 26 février 2020 contre le Danemark. Il est titularisé et son équipe s'impose par deux buts à un.
En septembre 2023, Bueno est convoqué pour la première fois avec l'équipe d'Espagne espoirs.

## Vie privée
Hugo Bueno a un frère jumeau, Guille Bueno (en), qui est également footballeur,.

## Statistiques

### En club
| Saison                | Club                  | Championnat           | Championnat | Championnat | Coupe nationale | Coupe nationale | Coupe de la Ligue | Coupe de la Ligue | Compétition(s) continentale(s) | Compétition(s) continentale(s) | Compétition(s) continentale(s) | Total | Total |
| Saison                | Club                  | Division              | M.          | B.          | M.              | B.              | M.                | B.                | Comp.                          | M.                             | B.                             | M.    | B.    |
| 2022-2023             | Wolverhampton FC      | Premier League        | 21          | 0           | 1               | 0               | 1                 | 0                 | -                              | -                              | -                              | 23    | 0     |
| 2023-2024             | Wolverhampton FC      | Premier League        | 13          | 0           | 1               | 0               | 2                 | 0                 | -                              | -                              | -                              | 16    | 0     |
| Sous-total            | Sous-total            | Sous-total            | 34          | 0           | 2               | 0               | 3                 | 0                 | -                              | 0                              | 0                              | 39    | 0     |
| Total sur la carrière | Total sur la carrière | Total sur la carrière | 34          | 0           | 2               | 0               | 3                 | 0                 | -                              | 0                              | 0                              | 39    | 0     |